# Cleozona pulchra
Cleozona pulchra is een keversoort uit de familie boktorren (Cerambycidae). De wetenschappelijke naam van de soort is voor het eerst geldig gepubliceerd in 1874 door Bates.